# Szinusztétel

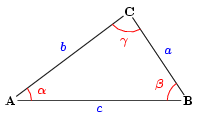
Jelölések a háromszögben

A szinusztétel egy geometriai tétel, miszerint egy tetszőleges háromszög oldalainak aránya megegyezik a szemközti szögek szinuszainak arányával. Tehát
vagy (ritkábban)
A szinusztétellel ekvivalens az az állítás, miszerint bármely hegyesszögű háromszögben egy szög szinuszának  és a szöggel szemközti oldal aránya állandó (tehát ez az arány független attól, hogy melyik oldalra és vele szemközti szögre írjuk fel). Ez az állandó nem más, mint az adott háromszög körülírt köre átmérőjének reciproka:
ahol R a körülírt kör sugara. A tételt inkább ennek a fordítottjaként használjuk:
ahol s a háromszög egyik oldala, σ pedig a vele szemben lévő szög.

## Bizonyítás

### Derékszögű háromszögekkel
A szokásos jelöléssel élve legyen T a c oldalhoz tartozó magasság talppontja (a c oldal és a hozzá tartozó magasságvonal metszete) és legyen a CT magasságszakasz hossza m. Ekkor az ATC illetve a CTB derékszögű háromszögben felírva az α illetve a β szög szinuszát kapjuk, hogy
Ezt a két egyenletet elosztva egymással kapjuk, hogy

### Köréírt körrel I
A kicsit többet mondó, a körülírt kör sugarát tartalmazó állítás bizonyítása pedig: a körülírt kör S középpontját véve, az SAB háromszög egyenlő szárú lesz, hisz SA=SB=r; s ezért ennek S ponthoz tartozó magasságvonala (egyébként ez az AB=c oldal felezőmerőlegese) felezi a c oldalt. Legyen a c=AB oldal felezőpontja F, ekkor az SFA háromszög derékszögű (hisz elmondtuk, hogy SF merőleges AB=c-re); és S-nél lévő szöge a jelen állítástól függetlenül bizonyítható kerületi és középponti szögek tételéből adódóan γ. Felírva ebben a háromszögben e szög szinuszát: {\displaystyle \sin(\gamma )={\frac {FB}{SB}}={\frac {\frac {c}{2}}{r}}={\frac {c}{2r}}}. Ebből már adódik, hogy ezt a mennyiséget c-vel osztva, épp {\displaystyle {\frac {1}{2r}}}-t kell kapnunk. Eredményünket a c oldal megválasztásától függetlenül kaptuk, tehát érvényes az a, b oldalakra és az α, β szögekre is. QED.

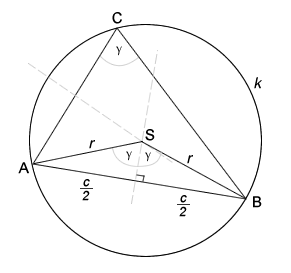
Szinusztétel bizonyítása

### Területképletből
A trigonometrikus területképlet felhasználásával egészen rövid bizonyítást kapunk:
{\displaystyle T={\frac {a\ c\ \sin \ \beta }{2}}={\frac {b\ c\ \sin \ \alpha }{2}}\rightarrow a\ \sin \ \beta =b\ \sin \ \alpha }, tehát {\displaystyle {\frac {a}{b}}={\frac {\sin \ \alpha }{\sin \ \beta }}}.

### Köré írt körrel II
Adott az {\displaystyle ABC\triangle }, ahol {\displaystyle AB=c,\,AC=b,\,BC=a}, valamint {\displaystyle BAC\angle =\alpha ,\,CBA\angle =\beta ,\,ACB\angle =\gamma }. A köré írt kör középpontja {\displaystyle S}, sugara {\displaystyle R}. Vegyük fel a háromszög egyik csúcsából kiinduló átmérőt, legyen ez a csúcs {\displaystyle A}! Ekkor az átmérő másik végpontja {\displaystyle C'}. Ekkor {\displaystyle AC'B\angle =ACB\angle =\gamma } a kerületi szögek tétele alapján, valamint {\displaystyle ABC'\triangle } derékszögű, ezt a Thalész-tétel garantálja. Ekkor a szinuszfüggvény definíciója alapján kapjuk, hogy {\displaystyle c=2R\sin \gamma \Rightarrow {\frac {c}{\sin \gamma }}=2R}. Ez bármelyik oldalra igaz lesz, ebből következik a tétel. Ha {\displaystyle \gamma } tompaszög, akkor a kör középpontja a háromszögön kívül fekszik, így a {\displaystyle C'}-nél fekvő szög {\displaystyle \gamma } mellékszöge lesz. Ez nem okoz problémát, tudván, hogy {\displaystyle \sin \alpha =\sin(180^{\circ }-\alpha )}. Derékszög esetén pedig a tétel triviálisan igaz.  QED

## Alkalmazások
A szinusztétel segítségével a háromszög három független adatából – két oldala és az azokkal szemben fekvő szögei közül – meghatározhatjuk a hiányzó negyediket. A nagyobb oldallal szemközti szög meghatározásakor két megoldást is kaphatunk, mert egy adott (1-nél kisebb) szinuszértékhez egy hegyes- és egy tompaszög is tartozik, ezért mindig mérlegelni kell, melyik megoldás jó.